# Kõduküla, Elva kommun
Kõduküla är en ort i Estland. Den ligger i Rõngu kommun och landskapet Tartumaa, i den södra delen av landet, 170 km sydost om huvudstaden Tallinn. Kõduküla ligger 93 meter över havet och antalet invånare är 105.
Terrängen runt Kõduküla är platt. Runt Kõduküla är det glesbefolkat, med 11 invånare per kvadratkilometer. Närmaste större samhälle är Elva, 10,9 km nordost om Kõduküla. I omgivningarna runt Kõduküla växer i huvudsak blandskog.